# Hollister (Karolina Północna)
Hollister – jednostka osadnicza w Stanach Zjednoczonych, w stanie Karolina Północna, w hrabstwie Halifax.